# Táňa Keleová-Vasilková
Táňa Keleová-Vasilková (Taťjana Vasilková, Chomutov, 1964. április 7. –) szlovák író.

## Élete
A szlovák publicista és utazó, František Kele családjában született 1964. április 7-én az észak-csehországi városban, Chomutovban. Négyéves korában a szüleivel Pozsonyba költözött. 1980-tól 1983-ig a pozsonyi gimnáziumban tanult, majd a pozsonyi Comenius Egyetem Bölcsészettudományi Karán az Újságírás tanszék hallgatója volt. 1987 és 1991 között több folyóiratnál szerkesztőként dolgozott, például az Osvetová práca magazinnál, 1991-től az írásnak szentelte az idejét. Házas, három gyermek édesanyja, akikkel Dévényújfaluban él.

## Íróként
Már hallgatóként közzétette első munkáit a Priateľ magazinban. Írói karrierjének kezdete nem volt könnyű, második regényét saját maga, a család és a barátok pénzügyi támogatásával jelentette meg. 1991-től sikeressé vált, és azóta teljes munkaidőben ír. Az egyik legsikeresebb szlovák író, több mint egymillió könyvet adott el. Regényeket ír nők számára, amelyekben a mai nők és családok élethelyzetét ábrázolja.

## Művei
- Cena za voľnosť (1997) A szabadság ára
- Manželky (1998) Feleségek
- Túžby (1999) Vágyak
- Mama pre Veroniku (2000) Veronika anyja
- Čriepky (2001) Töredékek
- Okienko do snov (2001) Ablak az álmokhoz
- Slzy a smiech (2002) Könnyek és nevetés
- Pozlátka (2003) Talmi
- Čaro všednosti (2003) A természetesség varázsa
- Siete z pavučín (2003) Pókháló
- Tichá bolesť (2004) Csendes fájdalom
- Cukor a soľ (2004) Cukor és só
- Ja a on (2005) Én és ő
- Kvety pre Lauru (2006) Virágok Laurának
- Modrý dom (2006) Kék ház
- Dúhový most (2007) Szivárványhíd
- Nataša (2008) Natasa
- Rozbité šťastie (2008) Törött boldogság
- Srdce v tme (2009) Szív a sötétben
- Klamstvá (2009) Hazugságok
- Sľub (2010) Ígéret
- Ranč u starého otca (2011) Tanya a nagyapával
- Dva životy (2011) Két élet
- Nikdy (2012) Valaha
- Tá druhá (2012) A másik
- Liek na smútok (2013) A gyász gyógyítása
- Julinkina pekáreň (2014) Julinka péksége
- Čo To Bude? (2014) Mi lesz?
- Vône Života (2015) Az élet illata
- Si Ako Slnko (2016) Olyan vagy, mint a nap
- Moje Recepty (2017) A receptjeim
- Priateľky (2017) A barátnők
- Tri Sestry (2018) A három nővér
- Mama (2018) Anya
- Rodinné Klbko (2019) A Klbko család
- Zrkadlo (2019) Tükör
- Moja Záhrada (2019) Saját kertem

## Magyarul
- A pók hálójában (Sanoma Media Budapest, 2013, fordította: K. Cséfalvay Eszter, Nők Lapja Műhely) ISBN 9789633410509
- A másik (Sanoma Media Budapest, 2013, fordította: K. Cséfalvay Eszter, Nők Lapja Műhely) ISBN 9789633410707

## Fordítás
- Ez a szócikk részben vagy egészben  a   Táňa Keleová-Vasilková című szlovák Wikipédia-szócikk ezen változatának fordításán alapul.  Az eredeti cikk szerkesztőit annak laptörténete sorolja fel. Ez a jelzés csupán a megfogalmazás eredetét és a szerzői jogokat jelzi, nem szolgál a cikkben szereplő információk forrásmegjelöléseként.